# Smoking Souls
Smoking Souls est un groupe espagnol de rock, originaire de Pego, dans le Pays valencien, actif entre 2010 et 2025.

## Histoire
Le groupe se forme en 2010 avec quatre membres : Carles Caselles (guitare et chant), Pau Camps (guitare), Josep Bolu (batterie) et Miquel Àlvarez (basse), remplacé plus tard par Marc Miralles. Smoking Souls partage des origines, des liens d'amitié et même des liens familiaux avec La Gossa Sorda, un groupe qui les marque, quel que soit leur style musical.
En 2011, le groupe donne son premier concert. Deux ans plus tard, il sort L'espenta, son premier album, une production auto-produite désormais exclusivement en valencien. En 2015, ils sortent leur deuxième album, Nòmades, avec Propaganda Pel Fet!. En 2017, ils sortent Cendra i or, qui remporte le prix du « meilleur album de rock » aux Premis Ovidi Montllor. Ils reçoivent également le prix du « meilleur clip » pour Vida. Le titre de l'album est une allégorie du Phénix et le style musical se présente comme du rock aux « nouveaux rythmes ». La même année en 2017, ils tournent dans différentes villes de la Communauté valencienne, de Catalogne et de Madrid. Paratges preferits, sorti en 2018, est un EP enregistré en live et composé de sept chansons acoustiques. Le chant est assuré par le chanteur du groupe, Carles Caselles. L'année suivante, ils sortent l'album Translúcid.
En 2021, Caselles sort l'EP L'afluent, un projet solo aux paroles personnelles et au style musical moins rock que Smoking Souls. L'EP est précédé du single La bellesa del risc, une collaboration entre Caselles et Sandra Monfort.

## Discographie
- 2011 : Smoking Soul's (auto-édition)
- 2013 : L'espenta (auto-édition)
- 2015 : Nòmades (Propaganda Pel Fet!)
- 2017 : Cendra i or (Propaganda Pel Fet!)
- 2018 : Paratges preferits (Propaganda Pel Fet!, EP)
- 2019 : Translúcid (Propaganda Pel Fet!)[7]
- 2022 : La cura (Propaganda Pel Fet!)[8]

### Carles Caselles en solo
- 2021 : L'afluent (Primavera d'Hivern, EP)